# 在アメリカ合衆国ロシア連邦大使館
在アメリカ合衆国ロシア連邦大使館（ざいアメリカがっしゅうこくロシアれんぽうたいしかん、ロシア語: Посольство России в США、英語: Embassy of Russia in the United States）は、アメリカ合衆国に駐在するロシア連邦の大使館。在ニューヨークロシア連邦総領事館、在ヒューストンロシア連邦総領事館を管轄している。

## スパイ活動
1980年代後半、 FBIとアメリカ国家安全保障局はスパイ目的で敷地の下にトンネルを建設したが、 FBIのエージェントであるロバート・ハンセンがトンネルに関する情報をKGBに開示したため、利用されることはなかった 。

## ギャラリー

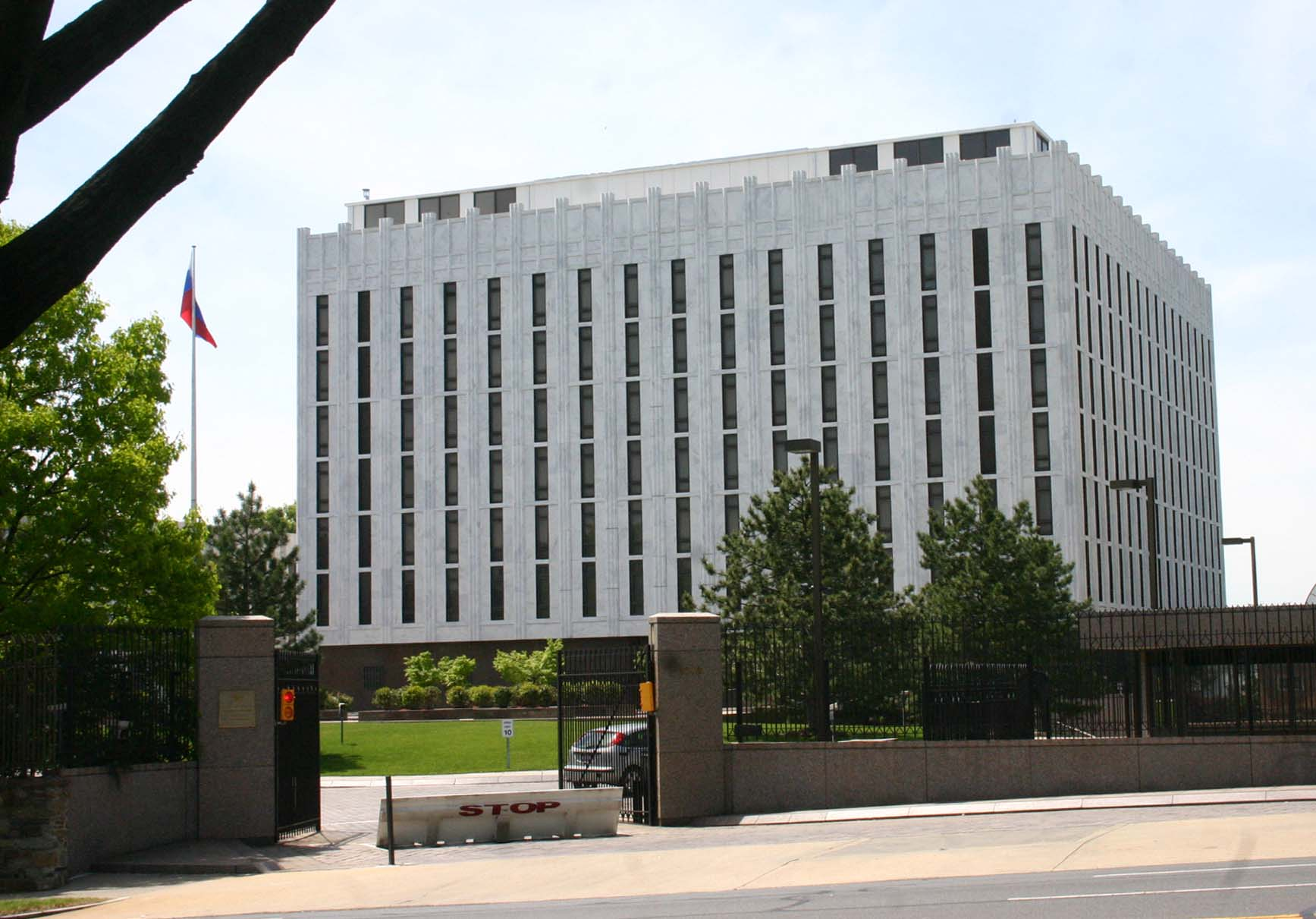
大使館
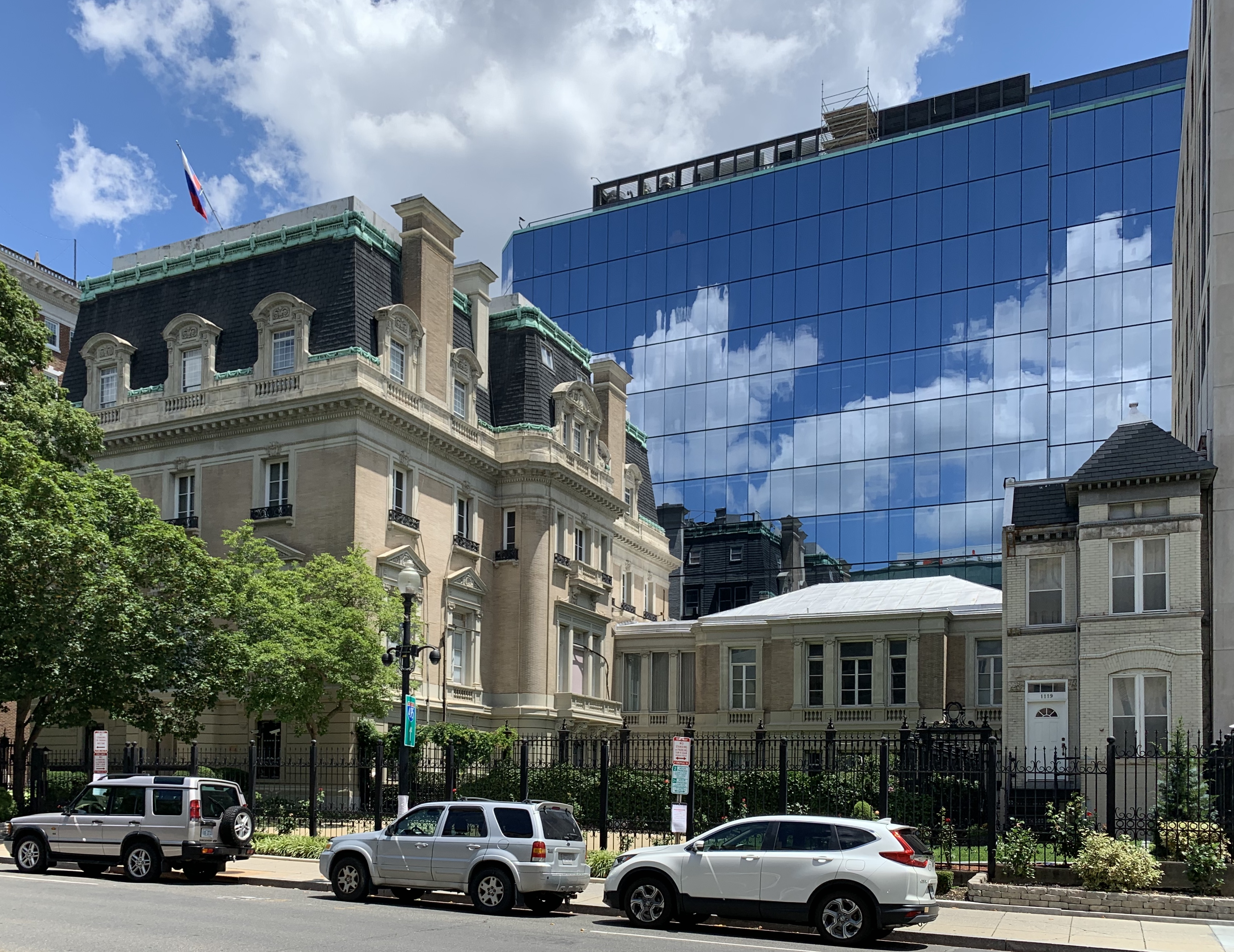
大使公邸
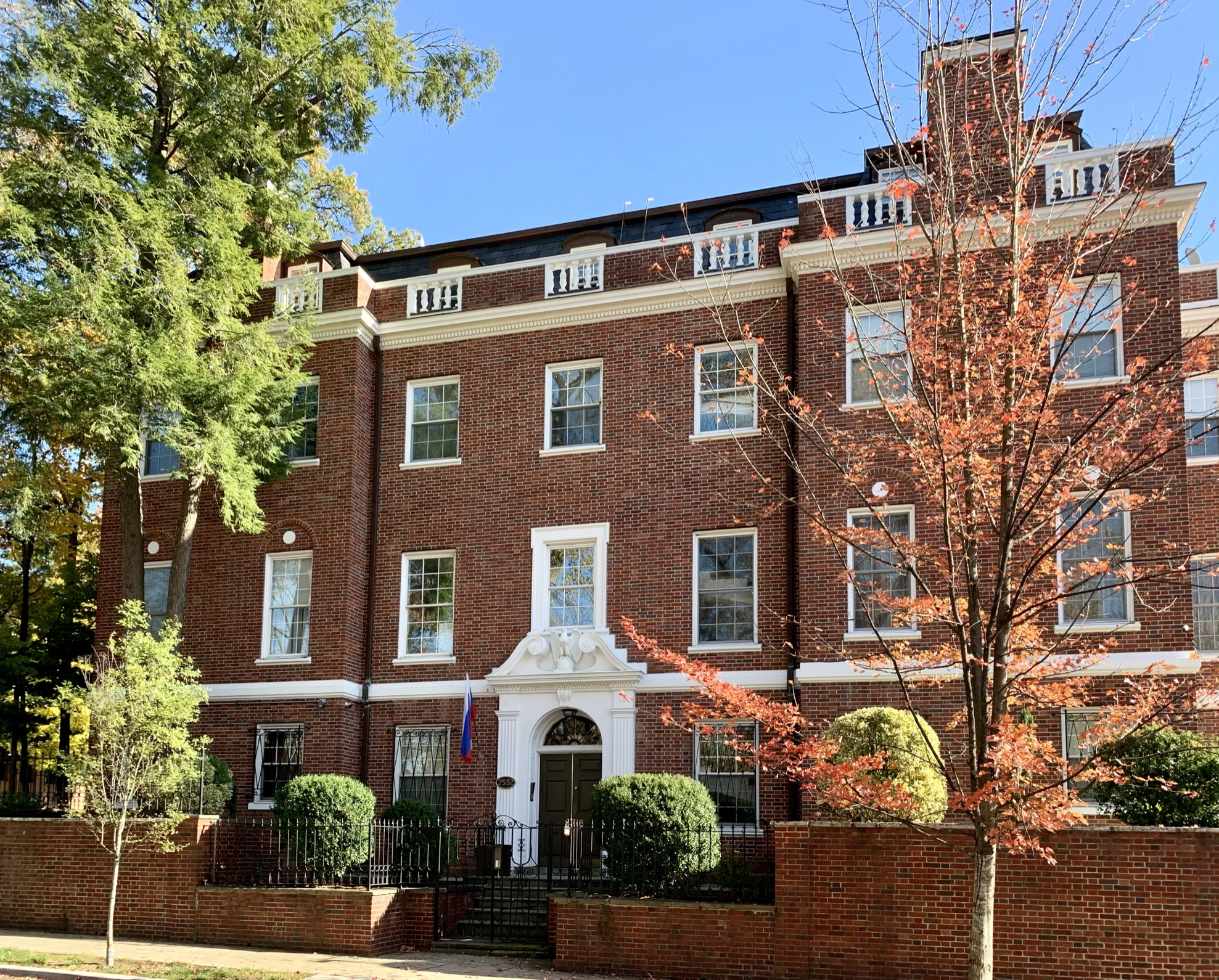
駐在武官事務所
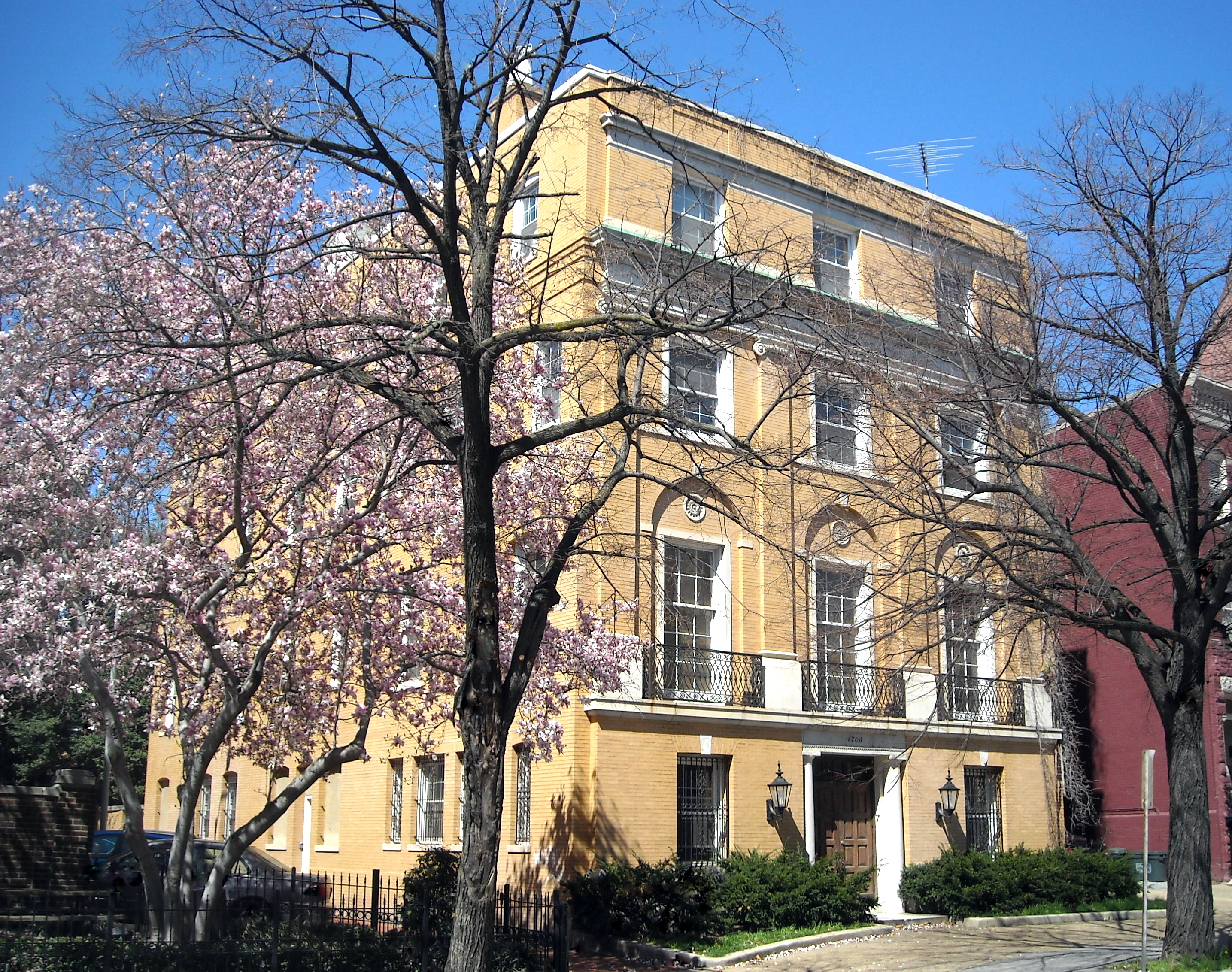
案内所
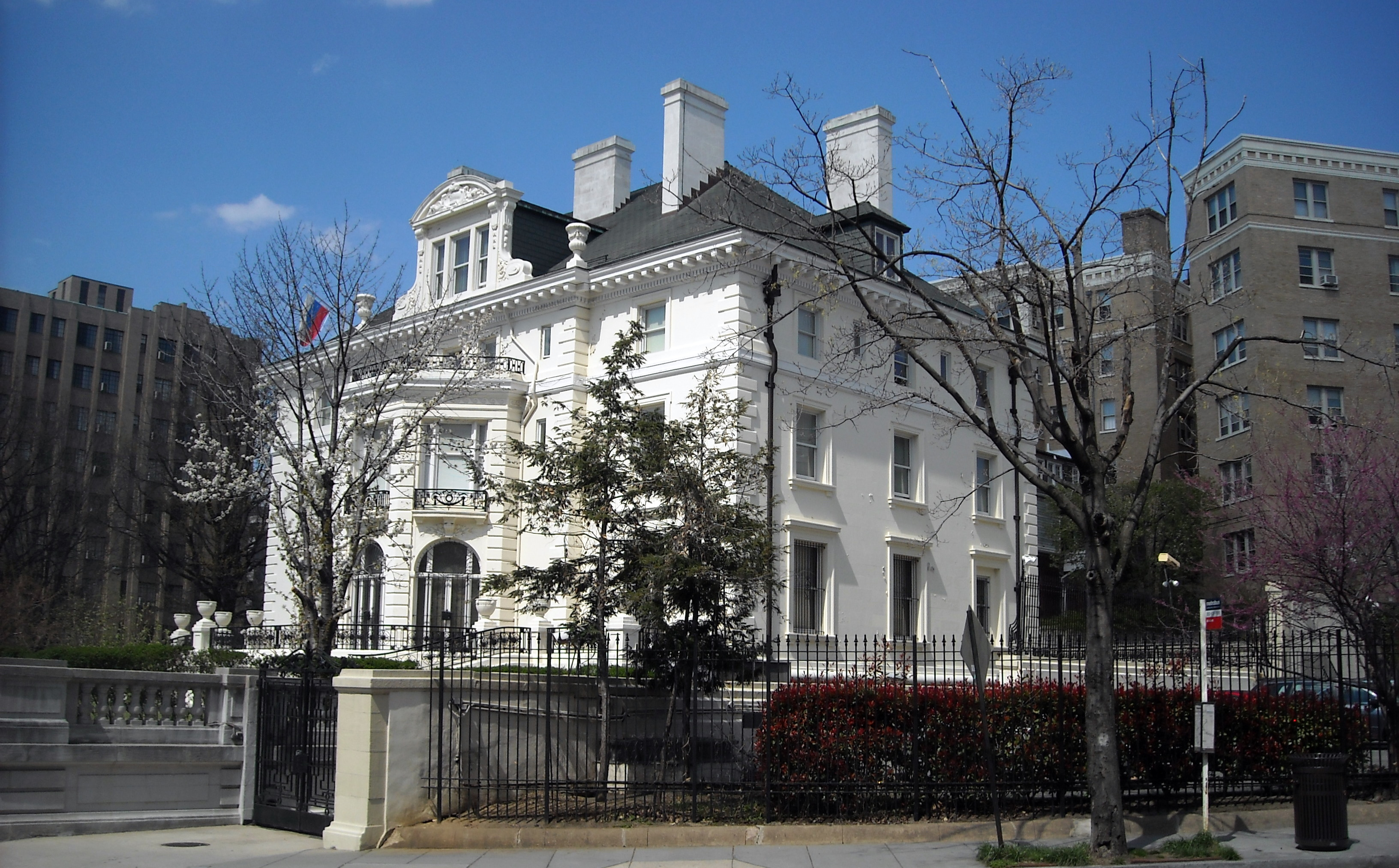
通商代表（ロスロップ邸（英語版））
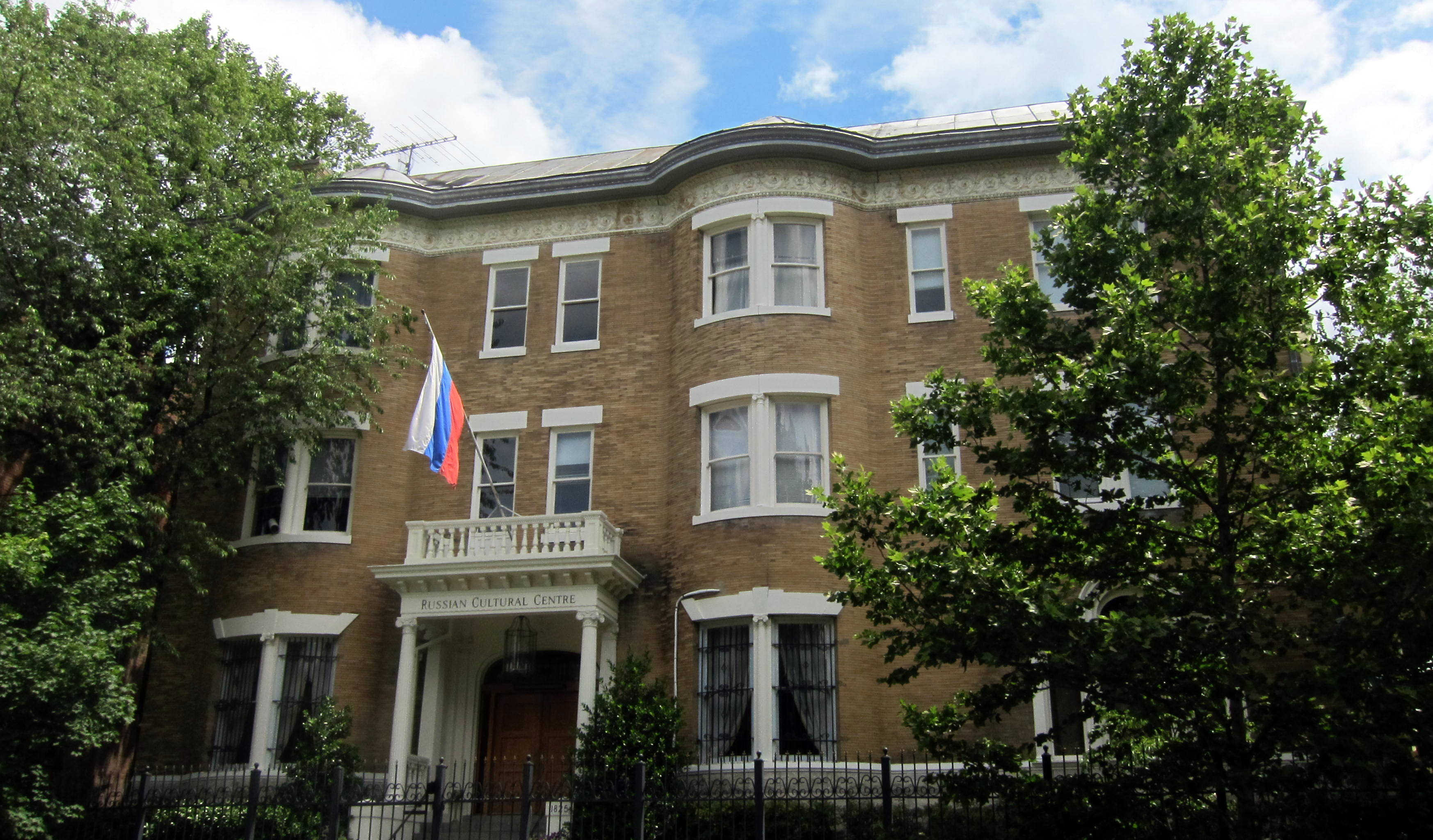
ロシア文化センター（英語版）